# Eleòtrids

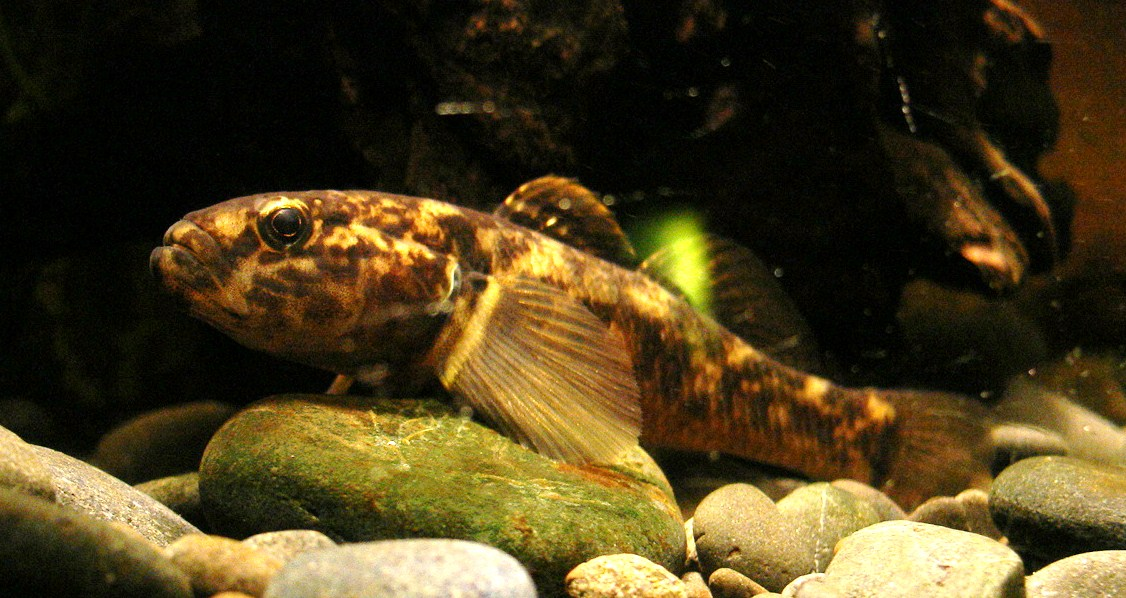
Gobiomorphus cotidianus.

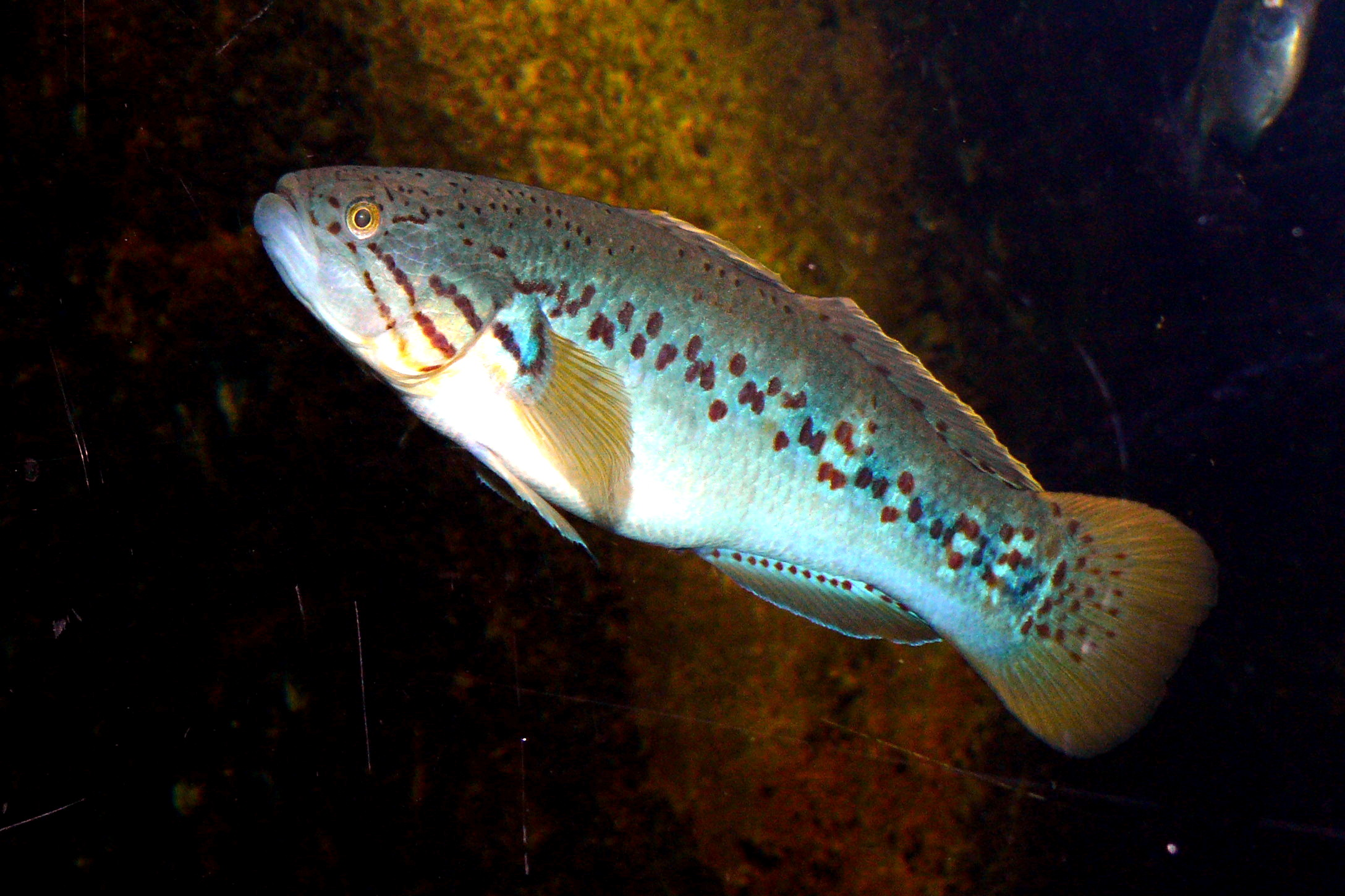
Mogurnda adspersa.

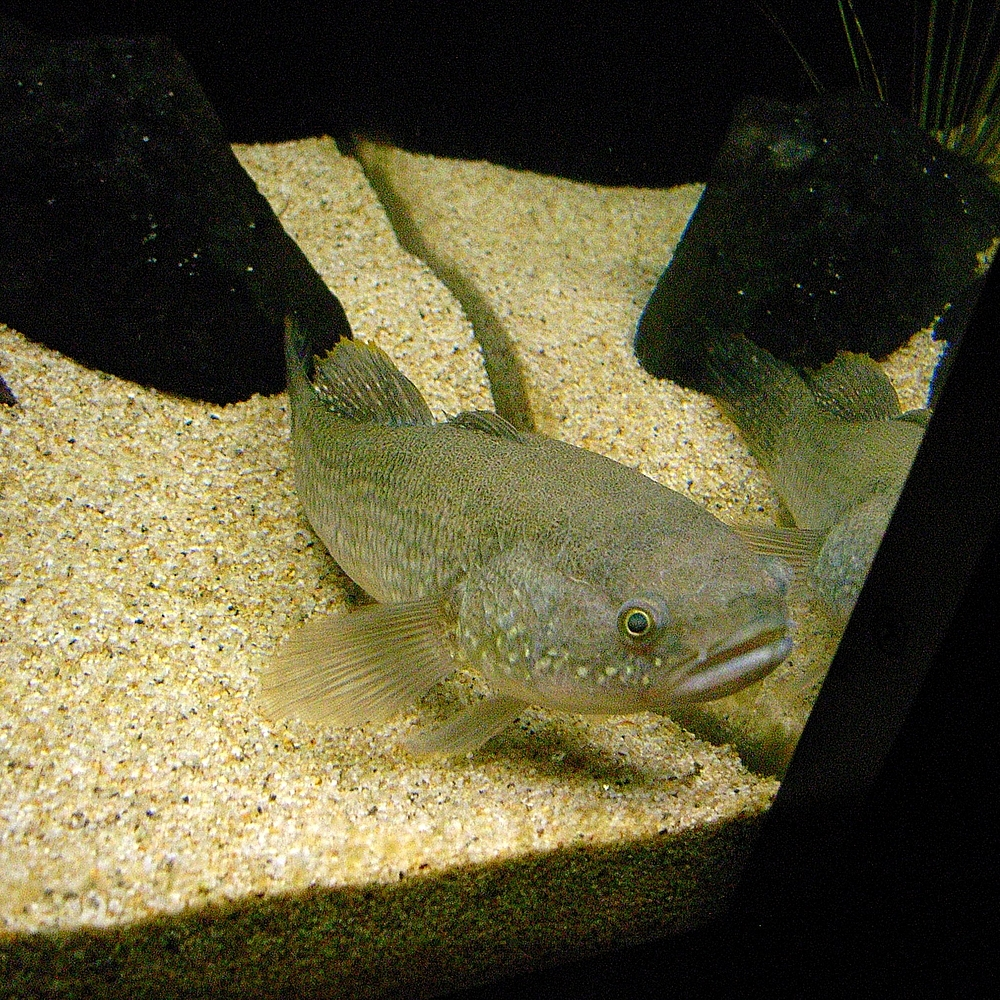
Ophieleotris aporos.

Els eleòtrids (Eleotridae) són una família de peixos incluída en l'ordre Perciformes, amb espècies tant marines com d'aigua dolça, distribuïdes per àrees tropicals, subtropicals i més rarament temperades.

## Gèneres
Existeixen unes 150 espècies agrupades en uns 35 gèneres:
- Batanga (Herre, 1946)
- Belobranchus (Bleeker, 1857)
- Bostrychus (Lacepède, 1801)
- Bunaka (Herre, 1927)
- Butis (Bleeker, 1856)
- Calumia (Smith, 1958)
- Dormitator (Gill, 1861)
- Eleotris (Bloch y Schneider, 1801)
- Erotelis (Poey, 1860)
- Fagasa (Schultz, 1943)
- Giuris (Sauvage, 1880)
- Gobiomorphus (Gill, 1863)
- Gobiomorus (Lacepède, 1800)
- Grahamichthys (Whitley, 1956)
- Guavina (Bleeker, 1874)
- Hemieleotris (Meek y Hildebrand, 1916)
- Hypseleotris (Gill, 1863)
- Incara (Rao, 1971)
- Kimberleyeleotris (Hoese y Allen, 1987)
- Kribia (Herre, 1946)
- Leptophilypnus (Meek y Hildebrand, 1916)
- Microphilypnus (Myers, 1927)
- Milyeringa (Whitley, 1945)
- Mogurnda (Gill, 1863)
- Odonteleotris (Gill, 1863)
- Ophieleotris (Aurich, 1938)
- Ophiocara (Gill, 1863)
- Oxyeleotris (Bleeker, 1874)
- Parviparma (Herre, 1927)
- Philypnodon (Bleeker, 1874)
- Pogoneleotris (Bleeker, 1875)
- Prionobutis (Bleeker, 1874)
- Ratsirakia (Maugé, 1984)
- Tateurndina (Nichols, 1955)
- Thalasseleotris (Hoese y Larson, 1987)
- Typhleotris (Petit, 1933)